# پائولو روبرتو گونزاگا
پائولو روبرتو گونزاگا (به پرتغالی: Paulo Roberto Gonzaga) هافبک اهل برزیل است که در شهر بلومنائو و در تاریخ ۲۶ ژانویهٔ ۱۹۸۹ به دنیا آمده‌است.
پائولو روبرتو گونزاگا در تیم‌های فوتبال Grêmio سابقهٔ حضور دارد.